# Bertramia
Bertramia är ett släkte av svampar. Bertramia ingår i klassen Chytridiomycetes, divisionen pisksvampar och riket svampar.
|           | Rhizophydiales                          |
|           |                                         |
|           | Chytridiales                            |
|           |                                         |
|           | Lobulomycetales                         |
|           |                                         |
|           | Rhizophlyctidales                       |
|           |                                         |
|           | Spizellomycetales                       |
|           |                                         |
|           | Olpidiaceae                             |
|           |                                         |
|           | Hyaloraphidium                          |
|           |                                         |
| Bertramia | \| \| Bertramia marionensis \| \| \| \| |
|           | \| \| Bertramia marionensis \| \| \| \| |
|           | Tetrachytrium                           |
|           |                                         |
|           | Zygochytrium                            |
|           |                                         |
|           | Sphaeromonas                            |
|           |                                         |
|           | Piromonas                               |
|           |                                         |
|           | Bertramia marionensis                   |
|           |                                         |

|  | Bertramia marionensis |
|  |                       |